# Mniszek (Grudziądz)
Mniszek (niem. Mischke) – dzielnica Grudziądza, będąca w granicach miasta od 5 lipca 1954 roku. 

## Nazwa
Obecna nazwa dzielnicy została zaczerpnięta od zlokalizowanej w pobliżu stacji kolejowej o tej samej nazwie. Nazwa stacji wzięła się zaś prawdopodobnie od położonej nieopodal karczmy Mischke. Wcześniejsza nazwa to Rudnik (niem. Rudnick).

## Położenie
Mniszek leży w południowej części Grudziądza. Na wschodzie graniczy z dzielnicą Rudnik, na północy z Lasem Komunalnym (Rudnickim), na zachodzie z dzielnicą Rządz, zaś na południu z miejscowością Biały Bór, będącą już w granicach gminy Grudziądz. Przez zachodnią część dzielnicy przebiega linia kolejowa. Od północnego wschodu otacza je Jezioro Rudnickie Wielkie. Na zachodzie i południa przez dzielnicę przepływa rzeczką Rudniczanka, która jest zarazem granicą administracyjną dzielnicy, jak i miasta.

## Podział administracyjny
Dzielnica Mniszek administracyjnie dzieli się na dwa osiedla:
- Osiedle Mniszek
- Mniszek Przemysłowy

## Ulice
- Beskidzka
- Chełmońskiego
- Ceynowy
- Dobrzyńska
- Gierymskiego
- Droga Jeziorna
- Droga Kaszubska
- Kujota
- Droga Kujawska
- Lubuska
- Droga Mazowiecka
- Droga Mazurska
- Metalowców
- Pałucka
- Pocztowa
- Podlaska
- Podhalańska
- Pomorska
- Puszkina
- Sportowców
- Sudecka
- Szosa Toruńska
- Śląska
- Tatrzańska
- Tuwima
- Wyczółkowskiego
- Ziemi Chełmińskiej
- Żuławska

## Zabudowa
Największą powierzchnię zajmują bloki wielkopłytowe zarządzane przez największą spółdzielnię mieszkaniową w Grudziądzu oraz Miejskie Przedsiębiorstwo Gospodarki Nieruchomościami. Dzielnica wciąż się rozrasta w kierunku południowo-wschodnim, gdzie dominuje zabudowa domków jednorodzinnych.

## Komunikacja
Mniszek z innymi dzielnicami miasta łączą miejskie linie autobusowe: 10, 17, 19, 21, 22 oraz powiatowe linie autobusowe P8, P9. W Mniszku znajdowała się kiedyś końcowa mijanka tramwajowa, lecz w 1978 r. została ona zlikwidowana. Możliwy jest dojazd także pociągami przewoźnika Arriva do Grudziądza, Brodnicy, Torunia i Chełmży, zatrzymującymi się na tutejszej stacji Grudziądz Mniszek leżącej na linii kolejowej numer 207.

## Życie dzielnicy
- W 1911 roku wybudowano filię zakładu Herzfeld i Victorius oraz rozpoczęto budowę osiedla robotniczego
- 22 kwietnia 1959 otwarto kino związkowe „Metalowiec”[1]
- W dzielnicy ma swoją siedzibę Klub Sportowy KS Stal Grudziądz
- Znajdują się tutaj hala sportowa, boisko piłkarskie
- Już od XIX w. działa tutaj szkoła, obecny budynek szkolny oddano do użytku 1 września 1960 r[2]
- Od 1946 do końca 2005 r. Mniszek należał do parafii św. Andrzeja Boboli[3] w Pieńkach Królewskich (dawny kościół ewangelicki), po czym dokonano długo oczekiwanego podziału, w wyniku którego Mniszek stanowi oddzielną parafię p/w św. Józefa Oblubieńca[4], z własnym kościołem, konsekrowanym w listopadzie 2000 r., którego budowę rozpoczęto w 1982 r.